# Misty1
Meilleure cryptanalyse
Une attaque complète avec recouvrement total de la clef en 263,9999 chiffrés choisis et en temps 279 ou en 264 chiffrés choisis et en temps 269.5 opérations
Misty1 (pour «Mitsubishi Improved Security Technology») a été créé en 1995 par Mitsuru Matsui pour Mitsubishi Electric.
Misty1 est un algorithme de chiffrement symétrique par blocs de 64 bits avec une clé de 128 bits et un nombre variable de tours, basé sur un réseau de Feistel. Misty1 est conçu pour résister à la cryptanalyse différentielle et à la cryptanalyse linéaire, et pour être très rapide dans ses mises en œuvre matérielles et logicielles. Il est recommandé d'utiliser Misty1 avec huit tours pour un bon compromis vitesse/sécurité.

## Description de l'algorithme
L'algorithme  peut être divisé en deux parties, à savoir la gestion de la clé et le chiffrement/déchiffrement à proprement parler.

### Terminologie
Les opérateurs suivants sont utilisés pour décrire l'algorithme :
- l'opérateur + pour l'addition en complément à deux
- l'opérateur * pour la multiplication
- l'opérateur / pour le quotient de la division euclidienne
- l'opérateur % pour le reste de la division euclidienne
- l'opérateur & pour le et binaire
- l'opérateur | pour le ou binaire
- l'opérateur ^ pour le ou exclusif ou XOR binaire
- l'opérateur << pour le décalage d'un bit vers la gauche
- l'opérateur >> pour le décalage d'un bit vers la droite

## Gestion de la clé
L'expansion de la clé est réalisé par l'algorithme suivant :
```
pour
 i = 0, etc., 7 
faire

   EK[i] = K[i*2]*256 + K[i*2+1]

finpour
 

pour
 i = 0, etc., 7 
faire

      EK[i+ 8] = FI(EK[i], EK[(i+1)%8])

      EK[i+16] = EK[i+8] & 0x1ff

      EK[i+24] = EK[i+8] >> 9

finpour
```

K est la clé secrète de 128 bits et chaque octet de K est noté K[i].
EK est la clé étendue et chaque élément de EK représente deux octets et est noté EK[i].
K[0 .. 15] est copié dans EK[0 .. 7] puis l'extension de la clé est produite à partir de EK[0 .. 7] en utilisant la fonction FI (décrite dans la section suivante) et est stocké dans EK[8 .. 15].

## Le chiffrement
Cette partie décrit les deux fonctions utilisée pour le chiffrement : FO et FL.
La fonction FO utilise (comme l'expansion de la clé ci-dessus) la sous-routine FI.
La sous-routine FI utilise deux boîtes-S (S-BOXES) à savoir S7 et S9.  

### La fonction FO
La fonction FO prend deux paramètres. Le premier est une entrée de 32 bits nommée FO_IN, l'autre est un index d'EK noté k.
FO renvoie un buffer de 32 bits de données nommé FO_OUT (ceci est dû à sa structure de schéma de Feistel sur 64 bits).
```
fonction
 FO(FO_IN, k)

variables
 t0, t1 (entiers de 16 bits)

début

   t0 = FO_IN >> 16

   t1 = FO_IN & 0xffff

   t0 = t0 ^ EK[k]

   t0 = FI(t0, EK[(k+5)%8+8])

   t0 = t0 ^ t1

   t1 = t1 ^ EK[(k+2)%8]

   t1 = FI(t1, EK[(k+1)%8+8])

   t1 = t1 ^ t0

   t0 = t0 ^ EK[(k+7)%8]

   t0 = FI(t0, EK[(k+3)%8+8])

   t0 = t0 ^ t1

   t1 = t1 ^ EK[(k+4)%8]

   FO_OUT = (t1<<16) | t0

   
retourner
 FO_OUT

fin
```

### La fonction FI
La fonction FI prend deux paramètres. Le premier est une entrée de 16 bits nommée FI_IN, l'autre est une partie d'EK de 16 bits, à savoir FI_KEY. FI renvoie un buffer de 16 bits, FI_OUT.
La fonction FI effectue une substitution d'octet non linéaire par boîte-S.
```
fonction
 FI(FI_IN, FI_KEY)

variable
 d9 (entier de 9 bits)

variable
 d7 (entier de 7 bits)

début

   d9 = FI_IN >> 7

   d7 = FI_IN & 0x7f

   d9 = S9[d9] ^ d7

   d7 = S7[d7] ^ d9

   (d7 = d7 & 0x7f)

   d7 = d7 ^ (FI_KEY >> 9)

   d9 = d9 ^ (FI_KEY & 0x1ff)

   d9 = S9[d9] ^ d7

   FI_OUT = (d7<<9) | d9

   
retourner
 FI_OUT

fin
```

Voici la description des tables S7 et S9 en notation hexadécimale :
| S7  | 0  | 1  | 2  | 3  | 4  | 5  | 6  | 7  | 8  | 9  | a  | b  | c  | d  | e  | f  |
| 00: | 1b | 32 | 33 | 5a | 3b | 10 | 17 | 54 | 5b | 1a | 72 | 73 | 6b | 2c | 66 | 49 |
| 10: | 1f | 24 | 13 | 6c | 37 | 2e | 3f | 4a | 5d | 0f | 40 | 56 | 25 | 51 | 1c | 04 |
| 20: | 0b | 46 | 20 | 0d | 7b | 35 | 44 | 42 | 2b | 1e | 41 | 14 | 4b | 79 | 15 | 6f |
| 30: | 0e | 55 | 09 | 36 | 74 | 0c | 67 | 53 | 28 | 0a | 7e | 38 | 02 | 07 | 60 | 29 |
| 40: | 19 | 12 | 65 | 2f | 30 | 39 | 08 | 68 | 5f | 78 | 2a | 4c | 64 | 45 | 75 | 3d |
| 50: | 59 | 48 | 03 | 57 | 7c | 4f | 62 | 3c | 1d | 21 | 5e | 27 | 6a | 70 | 4d | 3a |
| 60: | 01 | 6d | 6e | 63 | 18 | 77 | 23 | 05 | 26 | 76 | 00 | 31 | 2d | 7a | 7f | 61 |
| 70: | 50 | 22 | 11 | 06 | 47 | 16 | 52 | 4e | 71 | 3e | 69 | 43 | 34 | 5c | 58 | 7d |

| S9   | 0   | 1   | 2   | 3    | 4   | 5    | 6   | 7   | 8   | 9   | a   | b   | c   | d   | e   | f   |
| 000: | 1c3 | 0cb | 153 | 19f  | 1e3 | 0e9  | 0fb | 035 | 181 | 0b9 | 117 | 1eb | 133 | 009 | 02d | 0d3 |
| 010: | 0c7 | 14a | 037 | 07e  | 0eb | 164  | 193 | 1d8 | 0a3 | 11e | 055 | 02c | 01d | 1a2 | 163 | 118 |
| 020: | 14b | 152 | 1d2 | 00f  | 02b | 030  | 13a | 0e5 | 111 | 138 | 18e | 063 | 0e3 | 0c8 | 1f4 | 01b |
| 030: | 001 | 09d | 0f8 | 1a0  | 16d | 1f3  | 01c | 146 | 07d | 0d1 | 082 | 1ea | 183 | 12d | 0f4 | 19e |
| 040: | 1d3 | 0dd | 1e2 | 128  | 1e0 | 0ec  | 059 | 091 | 011 | 12f | 026 | 0dc | 0b0 | 18c | 10f | 1f7 |
| 050: | 0e7 | 16c | 0b6 | 0f9  | 0d8 | 151  | 101 | 14c | 103 | 0b8 | 154 | 12b | 1ae | 017 | 071 | 00c |
| 060: | 047 | 058 | 07f | 1a4  | 134 | 129  | 084 | 15d | 19d | 1b2 | 1a3 | 048 | 07c | 051 | 1ca | 023 |
| 070: | 13d | 1a7 | 165 | 03b  | 042 | 0da  | 192 | 0ce | 0c1 | 06b | 09f | 1f1 | 12c | 184 | 0fa | 196 |
| 080: | 1e1 | 169 | 17d | 031  | 180 | 10a  | 094 | 1da | 186 | 13e | 11c | 060 | 175 | 1cf | 067 | 119 |
| 090: | 065 | 068 | 099 | 150  | 008 | 007  | 17c | 0b7 | 024 | 019 | 0de | 127 | 0db | 0e4 | 1a9 | 052 |
| 0a0: | 109 | 090 | 19c | 1c1  | 028 | 1b3  | 135 | 16a | 176 | 0df | 1e5 | 188 | 0c5 | 16e | 1de | 1b1 |
| 0b0: | 0c3 | 1df | 036 | 0ee  | 1ee | 0f0  | 093 | 049 | 09a | 1b6 | 069 | 081 | 125 | 00b | 05e | 0b4 |
| 0c0: | 149 | 1c7 | 174 | 03e  | 13b | 1b7  | 08e | 1c6 | 0ae | 010 | 095 | 1ef | 04e | 0f2 | 1fd | 085 |
| 0d0: | 0fd | 0f6 | 0a0 | 16f  | 083 | 08a  | 156 | 09b | 13c | 107 | 167 | 098 | 1d0 | 1e9 | 003 | 1fe |
| 0e0: | 0bd | 122 | 089 | 0d2  | 18f | 012  | 033 | 06a | 142 | 0ed | 170 | 11b | 0e2 | 14f | 158 | 131 |
| 0f0: | 147 | 05d | 113 | 1 cd | 079 | 161  | 1a5 | 179 | 09e | 1b4 | 0cc | 022 | 132 | 01a | 0e8 | 004 |
| 100: | 187 | 1ed | 197 | 039  | 1bf | 1d7  | 027 | 18b | 0c6 | 09c | 0d0 | 14e | 06c | 034 | 1f2 | 06e |
| 110: | 0ca | 025 | 0ba | 191  | 0fe | 013  | 106 | 02f | 1ad | 172 | 1db | 0c0 | 10b | 1d6 | 0f5 | 1ec |
| 120: | 10d | 076 | 114 | 1ab  | 075 | 10c  | 1e4 | 159 | 054 | 11f | 04b | 0c4 | 1be | 0f7 | 029 | 0a4 |
| 130: | 00e | 1f0 | 077 | 04d  | 17a | 086  | 08b | 0b3 | 171 | 0bf | 10e | 104 | 097 | 15b | 160 | 168 |
| 140: | 0d7 | 0bb | 066 | 1ce  | 0fc | 092  | 1c5 | 06f | 016 | 04a | 0a1 | 139 | 0af | 0f1 | 190 | 00a |
| 150: | 1aa | 143 | 17b | 056  | 18d | 166  | 0d4 | 1fb | 14d | 194 | 19a | 087 | 1f8 | 123 | 0a7 | 1b8 |
| 160: | 141 | 03c | 1f9 | 140  | 02a | 155  | 11a | 1a1 | 198 | 0d5 | 126 | 1af | 061 | 12e | 157 | 1dc |
| 170: | 072 | 18a | 0aa | 096  | 115 | 0ef  | 045 | 07b | 08d | 145 | 053 | 05f | 178 | 0b2 | 02e | 020 |
| 180: | 1d5 | 03f | 1c9 | 1e7  | 1ac | 044  | 038 | 014 | 0b1 | 16b | 0ab | 0b5 | 05a | 182 | 1c8 | 1d4 |
| 190: | 018 | 177 | 064 | 0cf  | 06d | 100  | 199 | 130 | 15a | 005 | 120 | 1bb | 1bd | 0e0 | 04f | 0d6 |
| 1a0: | 13f | 1c4 | 12a | 015  | 006 | 0ff  | 19b | 0a6 | 043 | 088 | 050 | 15f | 1e8 | 121 | 073 | 17e |
| 1b0: | 0bc | 0c2 | 0c9 | 173  | 189 | 1f5  | 074 | 1cc | 1e6 | 1a8 | 195 | 01f | 041 | 00d | 1ba | 032 |
| 1c0: | 03d | 1d1 | 080 | 0a8  | 057 | 1b9  | 162 | 148 | 0d9 | 105 | 062 | 07a | 021 | 1ff | 112 | 108 |
| 1d0: | 1c0 | 0a9 | 11d | 1b0  | 1a6 | 0 cd | 0f3 | 05c | 102 | 05b | 1d9 | 144 | 1f6 | 0ad | 0a5 | 03a |
| 1e0: | 1cb | 136 | 17f | 046  | 0e1 | 01e  | 1dd | 0e6 | 137 | 1fa | 185 | 08c | 08f | 040 | 1b5 | 0be |
| 1f0: | 078 | 000 | 0ac | 110  | 15e | 124  | 002 | 1bc | 0a2 | 0ea | 070 | 1fc | 116 | 15c | 04c | 1c2 |

### La fonction FL
La fonction FL prend deux paramètres. Le premier est une entrée de 32 bits nommée FL_IN, l'autre est un index d'EK noté k.
FL renvoie un buffer de 32 bits de données nommé FL_OUT.
```
fonction
 FL(FL_IN, k)

variables
 d0, d1 (entiers de 16 bits)

début
 
   d0 = FL_IN >> 16

   d1 = FL_IN & 0xffff

   
si
 (k est pair) 
alors

      d1 = d1 ^ (d0 & EK[k/2])

      d0 = d0 ^ (d1 | EK[(k/2+6)%8+8])

   
sinon

      d1 = d1 ^ (d0 & EK[((k-1)/2+2)%8+8])

      d0 = d0 ^ (d1 | EK[((k-1)/2+4)%8])

   
finsi

   FL_OUT = (d0<<16) | d1

   
retourner
 FL_OUT

fin
```

Quand l'algorithme est utilisé pour le déchiffrement, la fonction FLINV est utilisée 
à la place de FL.
```
fonction
 FLINV (FL_IN, k)

variables
 d0, d1 (entiers de 16 bits)

début
 
   d0 = FL_IN >> 16

   d1 = FL_IN & 0xffff

   
si
 (k est pair) 
alors

      d0 = d0 ^ (d1 | EK[(k/2+6)%8+8])

      d1 = d1 ^ (d0 & EK[k/2])

   
sinon

      d0 = d0 ^ (d1 | EK[((k-1)/2+4)%8])

      d1 = d1 ^ (d0 & EK[((k-1)/2+2)%8+8])

   
finsi

   FL_OUT = (d0<<16) | d1

   
retourner
 FL_OUT

fin
```

### Description du chiffrement/déchiffrement
On utilise en général un chiffrement/déchiffrement en 8 tours.
Un tour consiste en un appel à la fonction FO, les tours paires incluent en plus un appel à FL ou FLINV.
Après le tour final un appel à FL ou FLINV est effectué.
Voici les descriptions détaillées des tours pour le chiffrement :
Un texte clair P de 64 bits est divisé en D0 (les 32 bits de poids fort) et D1 (les 32 bits de poids faible).
```
 
début

  // tour 0

  D0 = FL(D0, 0);

  D1 = FL(D1, 1);

  D1 = D1 ^ FO(D0, 0);

  // tour 1

  D0 = D0 ^ FO(D1, 1);

  // tour 2

  D0 = FL(D0, 2);

  D1 = FL(D1, 3);

  D1 = D1 ^ FO(D0, 2);

  // tour 3

  D0 = D0 ^ FO(D1, 3);

  // tour 4

  D0 = FL(D0, 4);

  D1 = FL(D1, 5);

  D1 = D1 ^ FO(D0, 4);

  // tour 5

  D0 = D0 ^ FO(D1, 5);

  // tour 6

  D0 = FL(D0, 6);

  D1 = FL(D1, 7);

  D1 = D1 ^ FO(D0, 6);

  // tour 7

  D0 = D0 ^ FO(D1, 7);

  // final

  D0 = FL(D0, 8);

  D1 = FL(D1, 9);

 
fin
```

Le texte chiffré C de 64 bits est construit à partir de D0 et D1 de la manière suivante :
```
  C = (D1<<32) | D0;
```

Lors du déchiffrement, l'ordre des tours est inversé :
```
 
début

  D0 = C & 0xffffffff;

  D1 = C >> 32;

  D0 = FLINV(D0, 8);

  D1 = FLINV(D1, 9);

  D0 = D0 ^ FO(D1, 7);

  D1 = D1 ^ FO(D0, 6);

  D0 = FLINV(D0, 6);

  D1 = FLINV(D1, 7);

  D0 = D0 ^ FO(D1, 5);

  D1 = D1 ^ FO(D0, 4);

  D0 = FLINV(D0, 4);

  D1 = FLINV(D1, 5);

  D0 = D0 ^ FO(D1, 3);

  D1 = D1 ^ FO(D0, 2);

  D0 = FLINV(D0, 2);

  D1 = FLINV(D1, 3);

  D0 = D0 ^ FO(D1, 1);

  D1 = D1 ^ FO(D0, 0);

  D0 = FLINV(D0, 0);

  D1 = FLINV(D1, 1);

  P = (D0<<32) | D1;

 
fin
```